# Колякин, Владимир Иванович
Владимир Иванович Колякин (1965—2001) — капитан милиции, участник Штурма Грозного (1994—1995), погиб при исполнении служебных обязанностей в городе Карачеве.

## Биография
Родился 25 августа 1965 года в г. Карачеве Брянской области.
Учился в средней образовательной школе № 5. Закончил Брянскую специальную среднюю школу милиции МВД РСФСР.
Работал в Карачевском РОВД.
- Первый кавалер ордена Мужества в Брянской области[1]
- Один из 29 сотрудников уголовного розыска Брянской области удостоенных государственной награды за участие в контртеррористической операции в Чеченской Республике (участвовало более 100 милиционеров)[2].

## Участие в Первой чеченской войне
В начале Первой чеченской войны по собственному желанию был направлен в командировку на Северный Кавказ и принимал участие в боевых действиях в Чеченской Республике. В составе колонны Федеральных Войск входил в г. Грозный 1 января 1995 года. На въезде в город колонна попала в засаду, боевая машина в которой находился Владимир Иванович была подбита, а он получил контузию и огнестрельное ранение. Обороняясь, захватил в плен одного из напавших на колонну чеченца — участника незаконных вооруженных формирований а также помогал эвакуировать с поля боя сослуживца получившего тяжелое ранение.

## Смерть
Умер 21 июня 2001 года от сердечного приступа во время дежурства по РОВД (при исполнении служебных обязанностей) в возрасте 35 лет.

## Награды
- Орден Мужества № 1494[3] (приказом от 9 февраля 1995 года)[4] — за смелые и решительные действия, совершенные при исполнении служебного долга в условиях, сопряжённых с риском для жизни.
- Благодарность Президента РСФСР Б. Н. Ельцина (22 августа 1991 года): «Благодарность курсанту Брянской специальной средней школы милиции МВД РСФСР Калякину Владимиру Ивановичу. Сердечно благодарю Вас за мужество, за преданность Родине, свободе и верности своему долгу, проявленные в тяжёлые для России дни 19, 20, 21 и 22 августа 1991 года. Президент РСФСР Б. Ельцин 22 августа 1991 года»[1].

## Память
- Биографии Владимира Ивановича посвящена глава книги «Отблеск далекой ракеты» (2009 г., автор Полуничев А. С.)[1]
- В школе № 5 г. Карачева открыта мемориальная доска, посвященная Владимиру Ивановичу Колякину[5].